# アベル・ボナール
アベル・ボナール（Abel Bonnard、1883年12月19日 - 1968年5月31日）は、フランスの詩人、随筆家、政治家。コラボラトゥールとしてヴィシー・フランスの国民教育大臣を務めた。

## 略歴
中西部のヴィエンヌ県ポワティエに生まれ、パリのリセ・ルイ・ル・グラン、エコール・デュ・ルーヴル、パリ文科大学で文学を学び、1906年の『親しき人々（Les Familiers）』（同年アカデミー・フランセーズ詩賞受賞）など3冊の詩集で華々しく文壇にデビューした。1924年には紀行『中国にて（En Chine）』でアカデミー・フランセーズ文学大賞を受賞したが、1930年代に右翼団体アクシオン・フランセーズのシャルル・モーラスと親交を結んでファシズムに傾斜する。1932年6月16日にアカデミー・フランセーズの会員に選出される。1940年のナチス・ドイツによるパリ陥落後、ヴィシー政権で1942年から1944年まで国民教育相を務めたが、パリ解放後の対独協力者に対する粛清を逃れるために、ドイツ南部のジクマリンゲンを経てスペインへ亡命した。このときアカデミー・フランセーズを除名された。1945年7月4日に欠席裁判により死刑判決を受け、1960年に再審を受けるために帰国したが、再度スペインへ移住し、1968年にマドリードで死去した。
日本では『友情論』（1928年）の著者として知られ、複数の著名な文学者が翻訳している。

## 受賞・栄誉
- アカデミー・フランセーズ詩賞
- アカデミー・フランセーズ文学大賞
- レジオンドヌール勲章オフィシエ[1]

## 著書（邦訳）
- 『友情論』（L'Amitié）大塚幸男・矢野常有共訳、白水社、1940年
- 『友情論』大塚幸男訳、白水社、1953年、1964年、1997年、中央公論社（中公文庫）1996年
- 『友情論』安東次男訳、角川書店（角川文庫）1966年
- 『友情論』青柳瑞穂訳、筑摩書房（筑摩叢書）1966年
- 『友情論』窪田般彌訳、社会思想社（現代教養文庫）1966年
- 『友情論・恋愛論』山口年臣訳、旺文社（旺文社文庫）1968年
- 『恋愛論』大塚幸男訳、白水社、1978年
- 『聖性の詩人フランチェスコ』（Saint François d’Assise）白水社、1976年